# Porichthys notatus
El sapo cabezón o sapo de aleta lucia  (Porichthys notatus) es una especie de pez de la familia Batrachoididae. Es nativo del Océano Pacífico oriental y se distribuye desde la costa de Sitka, Alaska, hasta la Bahía de Magdalena en Baja California Sur.

## Descripción
Mide 38 cm de longitud. Es de color marrón a verde oliva con iridiscencia púrpurea en la zona dorsal, y dorado amarillento en su zona ventral. Sus aletas pectorales son amplias y su cola es estrecha y redondeada.

## Hábitat y comportamiento
A excepción de la época de cría, los hábitats más típicos para este pez son las aguas superficiales arenosas y lodosas. Su dieta incluye crustáceos y otros peces. Es nocturno, se alimenta de noche y descansa durante el día enterrándose en la arena.

### Reproducción
Este pez es ovíparo. El macho reclama un sitio de nido, que generalmente está bajo una roca en la zona intermareal. Una vez que la hembra desova deja los huevos al cuidado del macho y se va. Una hembra puede poner unos 400 huevos, pero el macho puede aparearse con unas pocas hembras y terminar con más de 1000 huevos en su nido. Los huevos y las larvas se adhieren a la pared del nido. El macho los cuida abanicándolos, manteniendo el nido limpio e hidratándolos si comienzan a desecarse en marea baja. Protege las larvas después de la eclosión hasta que llegan a su etapa juvenil y abandonan el nido, unos 45 días después de la fertilización. Muy ocasionalmente, un huevo puede contener larvas gemelas.
Las condiciones del hábitat de reproducción intermareal cambian regularmente con la marea. Un macho que tiende a su nido puede quedar varado a medida que la marea retrocede, incluso llegar a ser varado completamente fuera del agua. El pez lo tolera bien. Puede respirar aire.
Fisiológicamente, está bien adaptado a la hipoxia, la hipercapnia y hasta sus espermatozoides aún funcionan en condiciones de bajo oxígeno.
Estos comportamientos no son uniformes para todos los machos de la especie. El macho es dimórfico, la literatura se refiere a los machos de tipo I y a los machos de tipo II. El macho tipo I proporciona cuidado paterno a la prole. Defiende el territorio y corteja a las hembras. El macho tipo II, por otro lado, no tiende un nido ni corteja a las hembras. Se cuela las fertilizaciones. Es mucho más pequeño en tamaño que el Tipo I.

## Bioluminiscencia

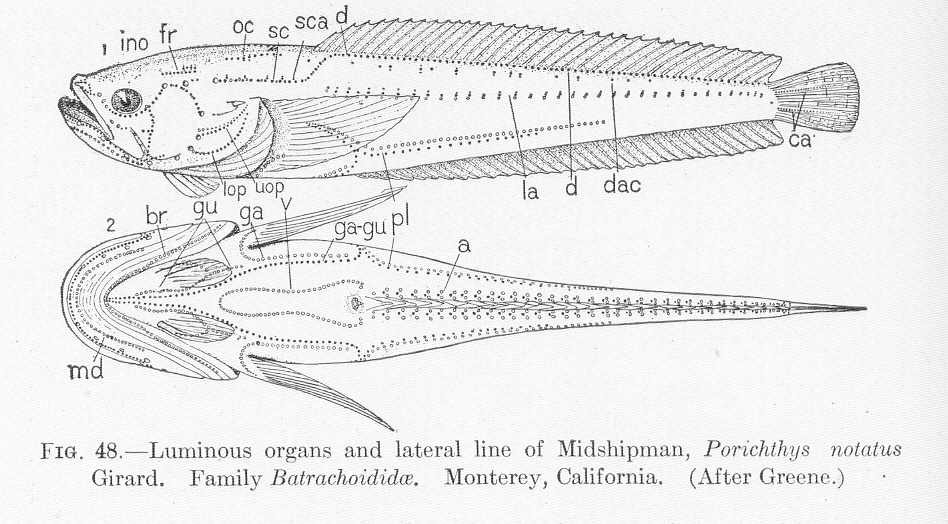
Dibujo esquemático mostrando la posición de los órganos luminosos de Porichthys notatus.

Esta especie es bioluminiscente. Tiene fotóforos en la piel de su cabeza y buena parte de su cuerpo. Un pez tiene más de 700 fotóforos, cada uno de un milímetro de ancho. Contienen luciferina. La noradrenalina los activa, produciendo un distintivo brillo verde y fluorescente. El pez es únicamente fluorescente durante el cortejo. Sin embargo, también puede desempeñar un papel en la evitación de depredadores. En el juvenil, los fotóforos apuntan ventralmente, dirigiendo su iluminación hacia abajo. Esto ayuda a hacer sombra a los peces en una silueta que podría dificultar a los depredadores avistarlos.
No todos los individuos expresan este rasgo. Hay dos poblaciones principales de la especie, una población del sur que se encuentra al norte de la bahía de San Francisco, y una segunda población que se extiende hasta el extremo norte de su área de distribución. Los peces de la población meridional son bioluminiscentes, pero la mayoría de los peces del norte no, particularmente aquellos que viven en el Estrecho de Puget. Los peces sin luminiscencia carecen de luciferina en sus fotóforos. En experimentos, los peces no luminiscentes pueden hacerse luminiscentes dosificándolos por vía oral o por inyección con luciferina obtenida del crustáceo ostrácodo luminiscente Vargula hilgendorfii. Este crustáceo tiene un compuesto similar mas no idéntico de luciferina que aparentemente puede funcionar en los fotóforos de los peces. Se cree que el pez obtiene su luciferina en la naturaleza comiendo este tipo de crustáceos, tal vez un pariente como Vargula tsujii, y que la población norteña no luminiscente no tiene ninguno de estos crustáceos a su alcance.

## Vocalizaciones
Machos y hembras de la especie producen vocalizaciones por igual. La hembra puede producir un breve sonido gruñón, por lo general en encuentros agonistícos. El macho Tipo II realiza comportamientos similares. El macho tipo I es mucho más vocal, tanto en situaciones de conflicto como en cortejo. Emite largas retahilas de gruñidos mientras lucha, pero su llamada de cortejo es más como un tarareo prolongado.. Puede producir este sonido durante más de una hora a la vez, alcanzando frecuencias cercanas a 100 Hz. Cuando un macho emite el sonido, las hembras responden moviéndose hacia él.
El pez produce el sonido usando los músculos de su vejiga natatoria modificada. Recibe el sonido en su sáculo, un órgano senor en su oído interno. Durante la temporada de cría, las hormonas inducen la anatomía microscópica de los sáculos de la hembra a cambiar de tal manera que pueda sentir mejor las armónicas de las llamadas del macho.
La gente en algunas áreas está muy familiarizada con el sonido de este pez. Cuando hay muchos machos reproductores, el sonido de muchas largas y fuertes llamadas simultáneas de cortejo submarinas se puede escuchar claramente en tierra. En partes de Washington y en la bahía de San Francisco, hay poblaciones ruidosas. El pez es notorio en Sausalito, California, donde la gente suele vivir en casas flotantes. La población residente de los peces se vuelve muy obvia durante la temporada de cría, cuando pasan la noche vocalizando tan fuerte que mantienen a los residentes de las casas flotantes despiertos. Su llamado es más intenso entre la medianoche y las 6:00 a. m.. A pesar de su molesto comportamiento, el pez ha inspirado un tributo local cariñoso en Sausalito, el Humming Toadfish Festival.
El sonido de la vocalización ha sido comparado con un coro de kazoos, aviones B-29 volando en formación, un amplificador de audio, un didyeridú, un zumbido de abeja y hasta el cántico de varios monjes,", o incluso "una orquesta llena de oboes meláncolicos y ásperos".

## Enemigos naturales

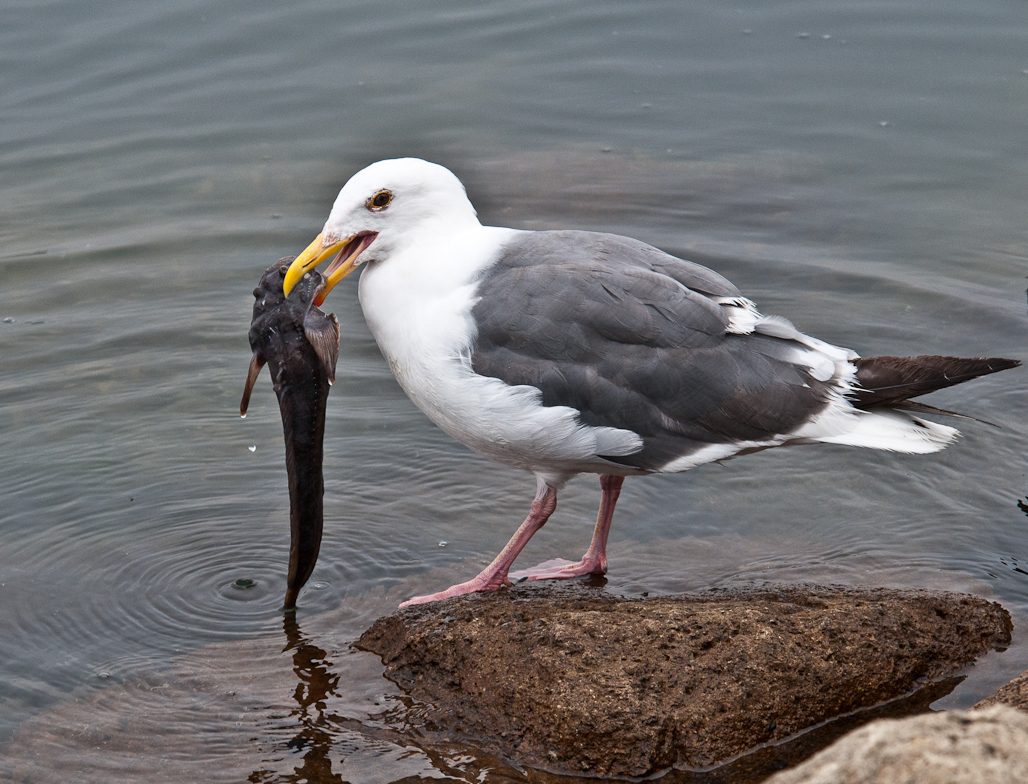
Las gaviotas occidentales cazan y comen sapos cabezones.

Este pez es una presa importante para el águila calva en algunas áreas costeras, siendo el alimento más común proporcionado a los aguiluchos por sus padres en un estudio en la isla de Vancouver. Esto es una preocupación, sin embargo, porque se ha encontrado que este pez contiene niveles relativamente altos de contaminantes, como la dioxina. También es presa para el Cuervo de Alaska, la gaviota aliglauca y la garza azulada. Es asimismo, fuente de alimento común para pinípedos.
La especie es huésped de los copépodos parásitos Lepeophtheirus remiopsis y Hamaticolax prolixus.

## Conservación
La especie no se encuentra amenazada, está muy distribuida y no está en declive aparente.